# Cirrhilabrus laboutei
Cirrhilabrus laboutei là một loài cá biển thuộc chi Cirrhilabrus trong họ Cá bàng chài. Loài này được mô tả lần đầu tiên vào năm 1982.

## Từ nguyên
Từ định danh laboutei được đặt theo tên của Pierre Laboute, nhà sinh vật học hải dương và là một thợ lặn chuyên nghiệp, người đã chụp bức ảnh đầu tiên của loài cá này vào năm 1976.

## Phạm vi phân bố và môi trường sống
C. laboutei được tìm thấy ở phía bắc của rạn san hô Great Barrier, Nouvelle-Calédonie, quần đảo Loyalty và Vanuatu. C. laboutei sống xung quanh các rạn san hô ở những khu vực nhiều đá sỏi, độ sâu khoảng 7–55 m.

## Mô tả
Chiều dài lớn nhất được ghi nhận ở C. laboutei là 12 cm. Cá đực có màu sắc sặc sỡ; lưng màu vàng nâu với 3 dải sọc màu đỏ tía, với các sọc khác màu lam nhạt và vàng. Bụng màu hồng tím đậm. Vây đuôi tròn, có nhiều hàng đốm xanh lam. Các vây còn lại có màu nâu cam với hàng đốm màu xanh lam. Cá cái có màu sắc và các dải màu như cá đực, nhưng các sọc mỏng hơn và có sắc đỏ nhiều hơn; bụng trắng. Cá con có màu đỏ với đốm đen lớn trên cuống đuôi.
Số gai ở vây lưng: 11; Số tia vây ở vây lưng: 9; Số gai ở vây hậu môn: 3; Số tia vây ở vây hậu môn: 9; Số tia vây ở vây ngực: 15; Số gai ở vây bụng: 1; Số tia vây ở vây bụng: 5.

## Thương mại
C. laboutei được thu thập ngành trong ngành buôn bán cá cảnh và được bán với giá khoảng 250 USD một con tại Hoa Kỳ.